# Engelsbrand
Engelsbrand ist eine Gemeinde im Enzkreis in Baden-Württemberg, etwa zehn Kilometer von Pforzheim entfernt.

## Geografie

### Geografische Lage
Engelsbrand bildet den nordöstlichen Rand des badischen Schwarzwaldes.

### Geologie
Engelsbrand liegt auf der Enz-Nagold-Platte und ist durch tonig-sandige Böden geprägt.

### Gemeindegliederung
Zur Gemeinde Engelsbrand gehören die ehemaligen Gemeinden Grunbach und Salmbach. Zu allen früheren Gemeinden gehörten jeweils nur die gleichnamigen Dörfer.

## Geschichte

### Bis zum 19. Jahrhundert
Die Gemeinden Engelsbrand, Grunbach und Salmbach wurden als Waldhufendörfer im 11. bis 12. Jahrhundert im Rahmen der Besiedelung durch Gaugrafen des Klosters Hirsau angelegt. Die erste gesicherte urkundlich Erwähnung datiert vom 24. Juli 1404, als die Kastvögte der Brötzinger Kirche die Trennung dieser und weiterer Dörfer (Langenbrand, Kapfenhardt und Waldrennach) von der Kirche in Brötzingen und die Bildung eines neuen Kirchspiels in Langenbrand beantragten. Dieser Antrag wurde am 10. September 1404 genehmigt. Mit der Gründung der Kirche wurde der Ort, der zuvor den Herren von Calw unterstand, württembergisch.
Zu Beginn des 16. Jahrhunderts, kurz vor dem Bauernkrieg, gab es in Engelsbrand 21 Höfe und Häuser, in Grunbach 19 und in Salmbach zwölf Gehöfte. Nur wenige Personen besitzen kein Haus.
1534 nahm Herzog Ulrich von Württemberg sein Land wieder in Besitz und führte die Reformation ein. Das Frühmessnerhaus (Wohnhaus des Pfarrers) in Engelsbrand wurde nach knapp 100 Jahren aufgelöst und an den evangelischen Pfarrer von Birkenfeld verkauft. 
1569 setzte man neue Grenzsteine zwischen Württemberg und Baden, weil die alten zum Teil verschwunden waren. Heute noch sind einige der Steine vorhanden.
Die Bedeutung der Kirchen in den Orten war vielfältig. Vor allem bei der Einrichtung und der Oberaufsicht der Schulen nach der Reformationszeit spielten sie eine dominante Rolle. Zuerst fand der Unterricht nur im Winter statt, denn die Kinder mussten im Sommer auf dem Feld arbeiten und das Vieh hüten. Schon 1613 gab es in Engelsbrand eine Schule, 1687 einen Winterschulmeister für alle drei Orte. Die Sommerschule wurde erst 1730 eingeführt.
Im Dreißigjährigen Krieg wurde das Gemeindegebiet häufig von durchziehenden Heeren geplündert. Auch rafften Epidemien (Pest, Ruhr etc.) große Teile der Bevölkerung hin. Ende des 17. Jahrhunderts wurde das Gebiet erneut durch die Truppen des französischen Königs Ludwig XIV. belagert und durchzogen, was weiteres Leid nach sich zog. Auch infolge der französischen Revolutionskriege wurde 1796 Engelsbrand wieder von französischen Truppen besetzt.
Im Jahr 1807 wurden Engelsbrand, Grunbach und Salmbach dem Oberamt Calw innerhalb des Königreiches Württemberg zugeordnet. Bereits 1810 erfolgte jedoch die Umgliederung in das Oberamt Neuenbürg. Seit 1817 war dieses dem Schwarzwaldkreis unterstellt. Seit den 1860er Jahren arbeiteten viele Bewohner der Gemeinde im nahen Pforzheim in der Schmuckindustrie. Im Jahr 1900 wurde an der Bahnlinie Pforzheim – Calw eine Bahnstation Grunbach/Salmbach eingerichtet, die den Arbeitsweg der Pendler deutlich verkürzte.
Bei der Kreisreform während der NS-Zeit in Württemberg gelangten die drei Gemeinden 1938 zum Landkreis Calw. 1945 wurden sie Teil der Französischen Besatzungszone und erfuhren somit 1947 die Zuordnung zum neu gegründeten Land Württemberg-Hohenzollern, welches 1952 im Land Baden-Württemberg aufging. Am 1. Januar 1973 gelangten sie durch die Kreisreform in Baden-Württemberg zum Enzkreis.

### Gemeindefusion
Die heutige Gemeinde wurde durch Vereinigung der Gemeinden Engelsbrand, Grunbach und Salmbach am 1. Januar 1975 neu gebildet. Die Eingemeindung der altbadischen Ortschaft Büchenbronn wurde 1973 in einer Bürgerbefragung insbesondere durch die Bewohner von Salmbach und Engelsbrand abgelehnt. Büchenbronn entschied sich daraufhin für die Eingemeindung nach Pforzheim, die am 1. Januar 1974 erfolgte.

### Wappen der ehemaligen Gemeinden
| Engelsbrand | Grunbach | Salmbach |
| ----------- | -------- | -------- |

### Religionen
Ursprünglich zum Kirchspiel Brötzingen gehörig, kam das Gebiet der heutigen Gemeinde 1404 zum Kirchspiel Langenbrand. 1442 wurde in Engelsbrand eine Kaplanei gestiftet, die auch für Grunbach zuständig war. 1535 wurde in der Region die Reformation eingeführt, was zur Auflösung der Kaplanei führte. Engelsbrand wurde wieder von Langenbrand aus kirchlich versorgt. Nach dem Schmalkaldischen Krieg war die Region von 1548 bis 1552 vorübergehend wieder römisch-katholisch, ist seither aber durchgängig evangelisch geprägt. Erst seit 1892 besitzt Engelsbrand wieder eine eigene Kirchengemeinde.
Außer den beiden Landeskirchen gibt es noch eine freie evangelische Gemeinde (Schwarzwald-Volksmission).

### Einwohnerentwicklung
| Datum              | Einwohner |
| ------------------ | --------- |
| 1871               | 1396      |
| 1900               | 1577      |
| 1925               | 1879      |
| 17. Mai 1939       | 1609      |
| 13. September 1950 | 1808      |
| 06. Juni 1961      | 2073      |
| 27. Mai 1970       | 3049      |
| 25. Mai 1987       | 3785      |
| 31. Dezember 1991  | 4124      |
| 31. Dezember 1995  | 4289      |
| 31. Dezember 2000  | 4285      |
| 31. Dezember 2005  | 4353      |
| 31. Dezember 2010  | 4260      |
| 31. Dezember 2015  | 4339      |
| 31. Dezember 2020  | 4511      |

## Politik

### Gemeinderat
Der Gemeinderat in Engelsbrand besteht aus den 14 gewählten ehrenamtlichen Gemeinderäten und dem Bürgermeister als Vorsitzendem. Der Bürgermeister ist im Gemeinderat stimmberechtigt.
Die Kommunalwahl am 9. Juni 2024 führte zu folgendem Ergebnis. Die Wahlbeteiligung lag bei 64,48 % (2019: 64,38 %).
| Partei                      | Stimmen | Sitze | Ergebnis 2019    |
| Lebenswertes Engelsbrand    | 16,12 % | 2     | 23,85 %, 3 Sitze |
| CDU                         | 27,62 % | 4     | 27,53 %, 4 Sitze |
| Bürgerliste Engelsbrand     | 56,26 % | 8     | 0 %, 0 Sitze     |
| SPD/Bürgerliste Engelsbrand | 0 %     | 0     | 32,66 %, 5 Sitze |
| Grüne Liste                 | 0 %     | 0     | 15,96 %, 2 Sitze |

### Wappen
Blasonierung: In Silber eine schräglinke blaue Wellenleiste, darüber ein schräglinkes grünes Stechpalmenblatt mit zwei roten Beeren, darunter ein schräglinker Baumstamm mit drei roten Flammen.
Das heutige Wappen ist eine Mischung der ursprünglichen Wappen von Engelsbrand, Grunbach und Salmbach, von denen nach dem Zusammenschluss im Rahmen der Gemeindereform 1974 je ein Symbol übernommen wurde: Der brennende Baumstamm, der auf die Besiedelung durch Brandrodung hinweist, aus dem ursprünglichen Engelsbrander Wappen, die in der Gegend stark verbreitete Stechpalme aus dem Grunbacher Wappen und der geschlängelte Bach, der in allen drei Wappen vertreten war und den Wasserreichtum der Gegend symbolisieren soll, grafisch aus dem ursprünglichen Salmbacher Wappen, allerdings mit der Farbe des ursprünglichen Engelsbrander Wappens, von dem auch die Hintergrundfarbe weiß übernommen wurde.

## Wirtschaft und Infrastruktur

### Verkehr
Die 1945 vom Fuhrunternehmen Eberhardt eingerichtete Buslinie wird heute noch betrieben. Eberhardt-Reisen gilt heute als eines der größten Omnibusunternehmen Süddeutschlands.

### Ansässige Unternehmen
Ein großes Unternehmen vor Ort ist die Tronser GmbH. Das Familienunternehmen stellt hier seit 1951 variable Kondensatoren, Dreh- und Frästeile her. Die Tronser GmbH meldete 2024 Insolvenz an und wurde Anfang 2025 liquidiert. 
Die Uhrenmanufaktur Stowa ist seit 2009 ansässig.

## Persönlichkeiten

### Söhne und Töchter der Gemeinde
- Albrecht Hackmayr (* 12. März 1714 in Grunbach, † am 10. Februar 1756 in Wien), Erfinder der hackmayrischen Badetherapie
- Herbert C. Schlierz, (* 14. Dezember 1836 in Grunbach, † 23. März 1889 in Breslau), Erfinder des schmierungsfreien Orbital-Zahnstangengetriebes
- Norbert Haug (* 24. November 1952 in Grunbach), Journalist, ehemaliger Motorsportchef von Mercedes-Benz
- Max Diller (* 1996), Jazzmusiker

### Kontroverse um die Verleihung der Ehrenmedaille
Im März 2015 erhielt der damals 93-jährige Engelsbrander Wilhelm Ernst Kusterer die Ehrenmedaille des Ortes für sein langjähriges Engagement für die Gemeinde. Anfang März 2016 wurde bekannt, dass der Geehrte im Zweiten Weltkrieg ein SS-Unterführer der 16. SS-Panzergrenadier-Division „Reichsführer SS“ gewesen und 2008 in Italien wegen Beteiligung am Massaker von Marzabotto rechtskräftig zu lebenslanger Haft verurteilt worden war.
Die Gemeinde erklärte, von der Verurteilung in Italien und der Beteiligung Kusterers an den Kriegsverbrechen nichts gewusst zu haben. In einer anschließenden Sondersitzung des Gemeinderates sollte diese Angelegenheit geprüft und beraten werden, diese Sitzung wurde jedoch abgesagt, da Kusterer sich entschied, die Auszeichnung freiwillig zurückzugeben. Die Bundesregierung distanzierte sich durch die deutsche Botschafterin in Rom bereits im Vorfeld der Rückgabe von der Ehrung. Die Staatsanwaltschaft Stuttgart ermittelte seit Juli 2013 wegen Mordverdachts gegen Kusterer. Das Verfahren gegen den ehemaligen SS-Unteroffizier Kusterer wurde 2016, unter anderem wegen dessen Verhandlungsunfähigkeit, eingestellt.

## Kultur und Sehenswürdigkeiten

### Museen
Das Waldhufenmuseum befindet sich im ehemaligen Schul- und Rathaus von Salmbach.

### Naturdenkmäler
Engelsbrand liegt an der Fernwanderstrecke Mittelweg des Schwarzwaldvereins, die von Pforzheim nach Waldshut an zahlreichen Naturdenkmälern vorbeiführt.
Nördlich von Engelsbrand, aber auf Pforzheimer Boden liegt der Büchenbronner Aussichtsturm.